# Inna (album Ewy Farnej)
Inna – piąty polskojęzyczny album studyjny piosenkarki Ewy Farnej. Wydawnictwo ukazało się 6 listopada 2015 roku nakładem wytwórni muzycznej Magic Records. Pod względem muzycznym płyta łączy w sobie przede wszystkim muzykę pop-rock. Album składa się z dwóch płyt. Pierwsza zawiera dziewięć przebojów Ewy Farnej w wersji akustycznej, natomiast druga trzy premierowe piosenki i duet z Tomaszem Lubertem. Album zadebiutował na 7. miejscu polskiej listy przebojów – OLiS.
Promocję Inna rozpoczęto w październiku 2015 roku, wraz z premierą pierwszego promującego singla – „Tu”. Kompozycja zajęła 17. pozycję w notowaniu AirPlay – Top. Nagranie otrzymało w Polsce status platynowego singla, przekraczając liczbę 20 tysięcy sprzedanych kopii. 8 czerwca 2016 roku, wydany został drugi singel, „Na ostrzu”. Utwór zajął 3. miejsce na liście AirPlay, najczęściej granych utworów w polskich rozgłośniach radiowych. Piosenka otrzymała status złotego singla, przekraczając liczbę 10 tysięcy sprzedanych kopii.

## Lista utworów
Opracowano na podstawie materiału źródłowego.
| Inna – CD 1 (akustyczne wersje utworów) | Inna – CD 1 (akustyczne wersje utworów) | Inna – CD 1 (akustyczne wersje utworów) | Inna – CD 1 (akustyczne wersje utworów) |
| Nr                                      | Tytuł utworu                            | Słowa                                   | Długość                                 |
| --------------------------------------- | --------------------------------------- | --------------------------------------- | --------------------------------------- |
| 1.                                      | „Śmiej się”                             | Ewa Farna                               | 4:47                                    |
| 2.                                      | „Tajna misja”                           | Marek Dutkiewicz                        | 4:06                                    |
| 3.                                      | „Cicho”                                 | Marek Dutkiewicz                        | 3:35                                    |
| 4.                                      | „Poradnik dla początkujących”           | Ewa Farna                               | 5:41                                    |
| 5.                                      | „La la laj”                             | Marek Dutkiewicz                        | 3:27                                    |
| 6.                                      | „Ewakuacja”                             | Mirosława Szawińska                     | 3:13                                    |
| 7.                                      | „Nie przegap”                           | Łukasz Kleszowski                       | 4:02                                    |
| 8.                                      | „Bez łez”                               | Marek Dutkiewicz                        | 5:50                                    |
| 9.                                      | „Znak”                                  | Leszek Wronka                           | 3:59                                    |
|                                         |                                         |                                         | 38:40                                   |

| Inna – CD 2 | Inna – CD 2                                           | Inna – CD 2                         | Inna – CD 2                                      | Inna – CD 2 |
| Nr          | Tytuł utworu                                          | Słowa                               | Muzyka                                           | Długość     |
| ----------- | ----------------------------------------------------- | ----------------------------------- | ------------------------------------------------ | ----------- |
| 1.          | „Tu”                                                  | Ewa Farna, Marta „Sarsa” Markiewicz | Ewa Farna, Sarsa, Thomas Karlsson, Marcin Kindla | 3:09        |
| 2.          | „Niekoniecznie”                                       | Ewa Farna, Sarsa                    | Ewa Farna, Sarsa, Thomas Karlsson, Marcin Kindla | 2:55        |
| 3.          | „Na ostrzu”                                           | Ewa Farna, Sarsa                    | Ewa Farna, Sarsa, Thomas Karlsson, Marcin Kindla | 3:39        |
| 4.          | „W silnych ramionach” (Tomasz Lubert feat. Ewa Farna) | Marcin „Liber” Piotrowski           | Tomasz Lubert, Marcin Kindla                     | 3:05        |
|             |                                                       |                                     |                                                  | 12:48       |

## Piosenkarka o albumie
Osobiście jestem zachwycona tym projektem, myślę, że może to być niemałe zaskoczenie dla ludzi, którzy na co dzień nie słuchają mojego repertuaru. Ale jeśli są fanami muzyki, to myślę, ze może im się spodobać, bo właśnie wokół niej tak naprawdę będzie się wszystko kręcić. To będzie INNA Ewa.

## Twórcy
Opracowano na podstawie materiału źródłowego.
| - Ewa Farna – wokal prowadzący, produkcja muzyczna - Lukáš Chromek – gitara akustyczna - Martin Chobot – gitara akustyczna, aranżacje - Jan Steinsdörfer – aranżacje, produkcja muzyczna - Tomáš Lacina – kontrabas, gitara basowa - Lukáš Chromek – gitara elektryczna - Tomasz Lubert – gitara elektryczna, produkcja muzyczna - Łukasz Drozd – instrumenty klawiszowe, miksowanie, programowanie |  | - Jacek Gawłowski – mastering - Matouš Godík – mastering - Ryan Smith – mastering - Stanislav Vít – perkusja - Lukáš Martinek – miksowanie - Martin Eriksson – miksowanie, produkcja muzyczna - Grzegorz „Mały” Imielski – instrumenty perkusyjne - Roman Vícha – instrumenty perkusyjne |  | - Jan Steinsdörfer – instrumenty klawiszowe - Thomas Karlsson – produkcja muzyczna - Pavel Bohatý – realizacja nagrań - Piotr Zygo – realizacja nagrań - Anita Konca – wokal wspierający - Ewa Niewdana-Hady – wokal wspierający, aranżacje - Maciej Starnawski – wokal wspierający - Marek Hojda – edycja cyfrowa |